# Ladang Rimba (Trumon Timur)
Ladang Rimba is een bestuurslaag in het regentschap Aceh Selatan van de provincie Atjeh, Indonesië. Ladang Rimba telt 1775 inwoners (volkstelling 2010).